# Abu-Yússuf Yaqub al-Baridí
Abu-Yússuf Yaqub al-Baridí fou un dels tres fills d'al-Baridí, el mitjà dels germans Banu l-Baridí.
El seu germà Abu-Abd-Al·lah Àhmad ibn al-Baridí va obtenir del visir Ibn Muqla (927-928), mitjançant un suborn de 20.000 dinars, la recaptació d'impostos de la província d'al-Ahwaz per a ell mateix, i oficis lucratius per als seus dos germans. Vers el 934 era delegat del seu germà a Bagdad.
El 942 estava amb els seus germans a Bàssora, que dominaven, i va participar en la guerra contra l'emir d'Oman que havia desembarcat i s'havia apoderat d'al-Ubulla. El 943 el seu germà gran, Abu-Abd-Al·lah havia esgotat els seus fons econòmics i el va fer matar per apoderar-se dels seus diners (octubre).